# 全球暖化在北极的影响

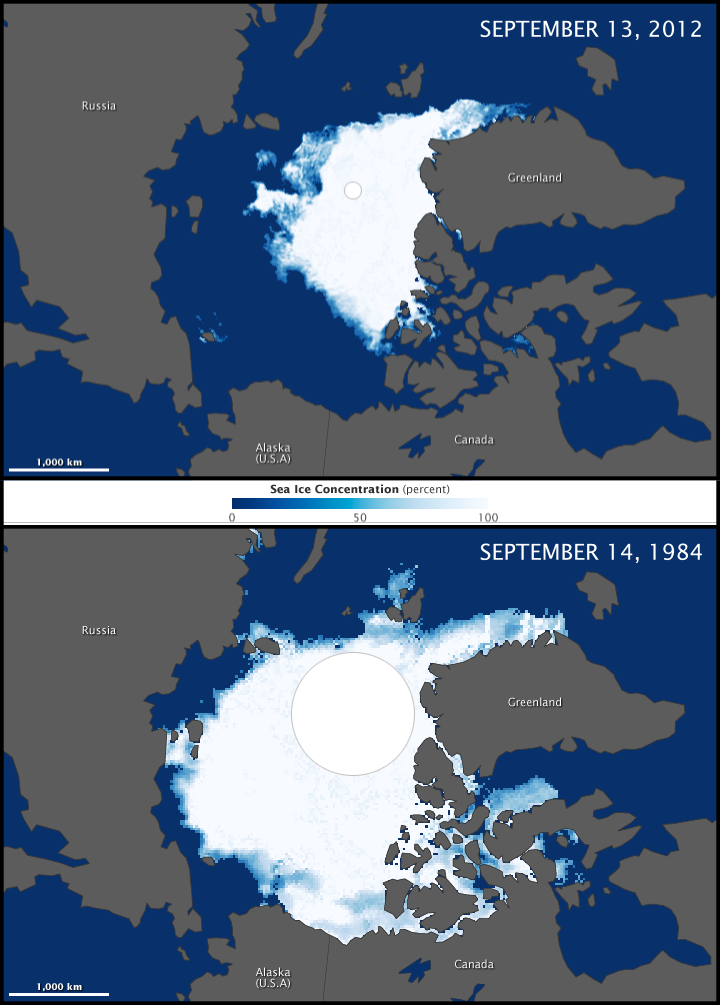
北極冰層覆蓋區域縮小後的面積（2012年，上圖）與1984年（下圖）的比較。

當代北極地區氣候變化（英語：Climate change in the Arctic）所造成該地區的主要環境問題，包括有海冰減少與格陵蘭冰蓋融化等，以及如永久凍土融化等看來甚為模糊但意義重大的問題，及其對當地人的相關社會後果，還有這些變化會產生的地緣政治影響。由於預計在北極地區的變暖與相關事件有很高的發生率，當地難以避免，而受到影響。2007年對北極地區的氣溫預測是：到2100年，平均氣溫將升高約2°C至9°C。此預測的範圍反映出在不同氣候模型中，依據不同強迫情景而得的結果。而所謂輻射強迫是用來衡量自然和人類活動產生氣候影響的指標。不同的強迫情景所反映的是人類於未來溫室氣體排放而導致的不同預測結果。
這類影響甚為廣泛，可在許多北極生態系統中看到，包括如動物相與植物相，也包括領土主張等。根據美國地球物理聯盟出版的期刊《地球物理研究通訊》於2022年7月刊載的一篇文章，提出北極地區氣溫上升速度是地球其他地方的四倍，:1由於這些影響正逐年惡化，而引起重大關注。在北極發生的氣候變化將會經由洋流例如大西洋經向翻轉環流的變化或極地放大效應而對全球氣候產生影響。

## 當前趨勢與影響
有份於2017年發表的評估報告 - “北極的雪、水、冰和永久凍土（Snow, Water, Ice and Permafrost in the Arctic）”(SWIPA)，其後續報告:vii由相關社群（北極監測與評估計劃（AMAP））的60多名專家、科學家和本土知識守護者組成的團隊，從2019年開始撰寫，而於2021年發表。:vii聯合國IPCC第六次評估報告（AR6）中的第一工作組技術報告（於2021年發佈）確認，“於北極觀測到及預測的變暖為全球最強烈” 。:29根據科學期刊《自然》雜誌於2022年8月11日刊載的一篇文章，稱有大量報導說北極自1979年以來的變暖速度是全球平均水平的兩倍到三倍，但作者群警告說最近有關“北極變暖速率高達四倍”的報告是個“極不可能（extremely unlikely）發生的事件”。而跟據一篇於2022年7月發表在《地球物理研究通訊》的文章，北極放大作用指數在2022年當年的平均增幅“已超過四的數值”。:1
美國國家海洋暨大氣總署（NOAA）於2021年12月14日發布第16份年度北極報告卡，針對北極環極地中“相互關聯的物理、生態和人類組成部分”作審查。報告稱於2020年10月至2021年9月之間的12個月是“北極陸地上自1900年有記錄以來，第七個最溫暖的年份”。而在2017年發表的報告稱北極的冰層融化是過去1,500年來前所僅見。NOAA於2006年發表的北極狀況報告將聯合國政府間北極理事會和非政府組織國際北極科學委員會製作的2004年和2005年北極氣候衝擊評估 (ACIA) 原始報告中的一些記錄予以更新。
聯合國環境署(UNEP) 於2022年發表的報告《像野火般蔓延：不斷升高的異常景觀火災威脅》，表示世界各地野火產生的煙霧形成一個正回饋循環，是導致北極冰蓋融化因素中的一個。於2020年在西伯利亞發生的熱浪（參見熱浪事件類表）“與北極圈的大範圍野火有關聯”。:36 報告撰寫者表示這次極端高溫事件首次證明，如果沒人為溫室氣體排放和導致的氣候變化，此種情況“幾乎不可能（almost impossible）”發生。 :36

## 對自然環境的影響

### 氣溫與天氣變化

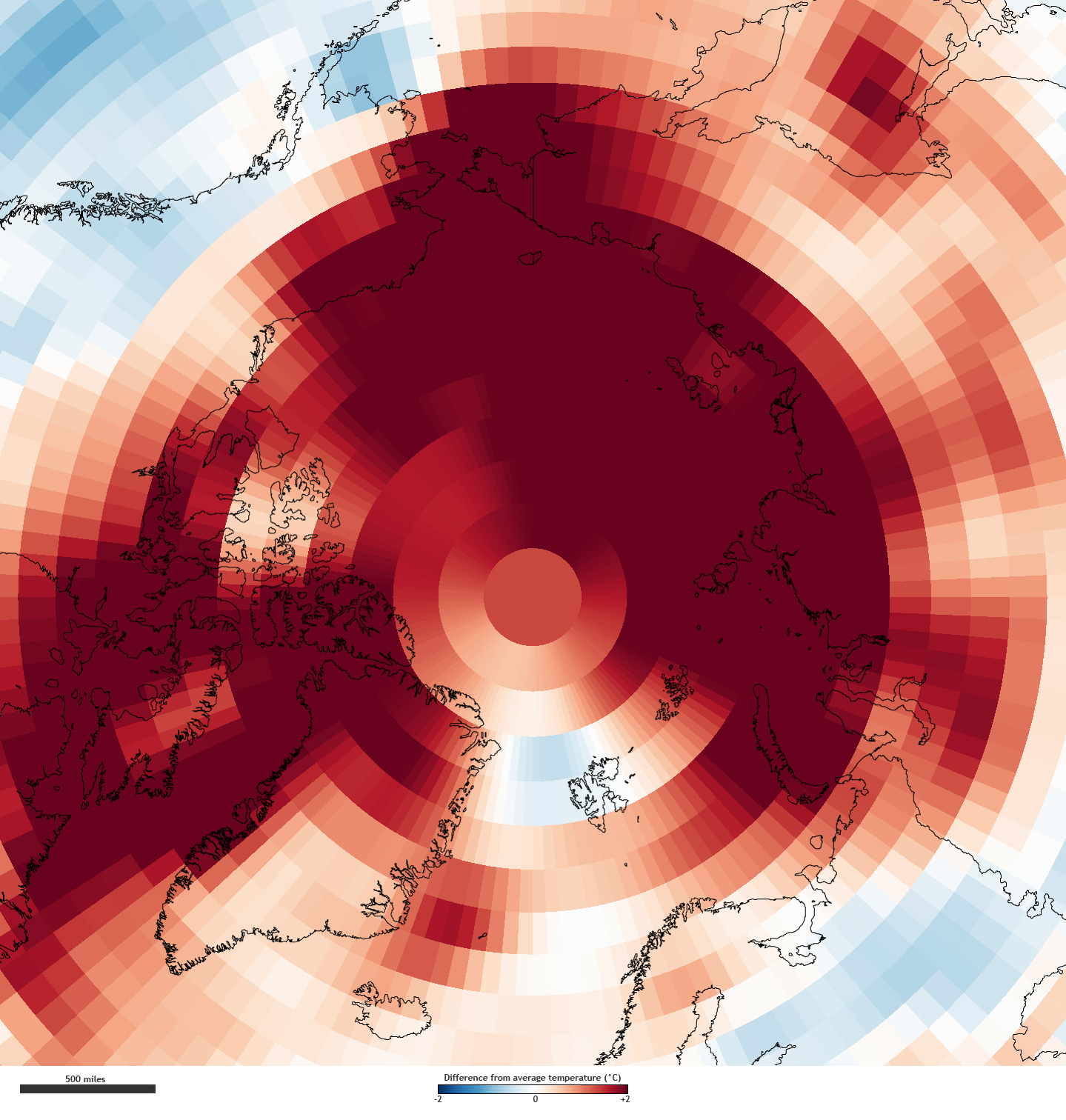
本圖顯示2010年10月到2011年9月期間北極地區平均氣溫與1981年到2010年期間的平均氣溫比較，超過的為紅色，最高達到2°C，低於的為藍色。

根據IPCC報告，“北極地表氣溫 (SAT) 的變暖速度約為全球速度的兩倍”。1995年-2005年期間是北極地區至少自17世紀以來最溫暖的十年，氣溫比1951年到1990年期間的平均高出2°C (3.6°F)。 且自2013年以來，北極年平均SAT比1981年到2010年期間平均至少高出1°C (1.8°F)。 2020年將出現繼2016年之後第二高的SAT異常，比1981年到2010年期間的平均高出1.9°C (3.4°F)。於2016年1月至2月出現極端異常，估計當地氣溫比1981年至2010年期間高出4-5.8°C，而在隨後的幾年中並無降溫跡象。
北極地區之中有些地區的變暖速度更快，例如於美國阿拉斯加州和加拿大西部的氣溫上升達3至4°C（5.40至7.20°F）。 這種變暖不僅由溫室氣體濃度上升導致，也由沉降於北極冰蓋上的煤煙造成。野火燃燒生物質所產生的“棕碳”，連同高溫產生的黑炭都會加劇北極變暖程度。升溫效果約有30%由黑碳（煤煙）產生。氣候變暖與野火增加間形成一個正回饋循環。一篇刊載於2013年《地球物理研究通訊》的文章表示當地的氣溫至少從44,000年前，甚至可能早到120,000年前就沒像現在這般高。報告撰寫者的結論是“人為增加的溫室氣體導致前所未有的區域變暖。”
北極圈於2020年6月20日首次測到38°C（超過100°F）的高溫。而根據預測，當地是到2100年才會出現這種天氣。同年3月、4月和5月的平均氣溫比正常水平高出10°C。根據2020年7月發表的一項歸因研究，認為如果沒人類引起的變暖，這種熱浪可能在8萬年中只會發生一次。這是迄今發現的天氣事件與人為氣候變化之間最強的聯繫。這種熱浪通常是高速氣流發生異常的結果。
一些科學家認為氣候變化導致北極變暖速度更快，將減少北極和其南部地區之間的溫差，把高速氣流速度減緩，而促進熱浪生成。但科學家們尚不知2020年的熱浪是否是由這種變化所產生。
全球氣溫較第一次工業革命之前水平上升1.5度，將會讓北極於夏秋兩季的降水類型從雪變為雨，而加劇冰河融化和永久凍土融化。這兩種效應都會導致氣候進一步變暖。
氣候變化的影響之一是北極閃電數量大幅增加，提升野火發生的風險。

#### 北極放大效應

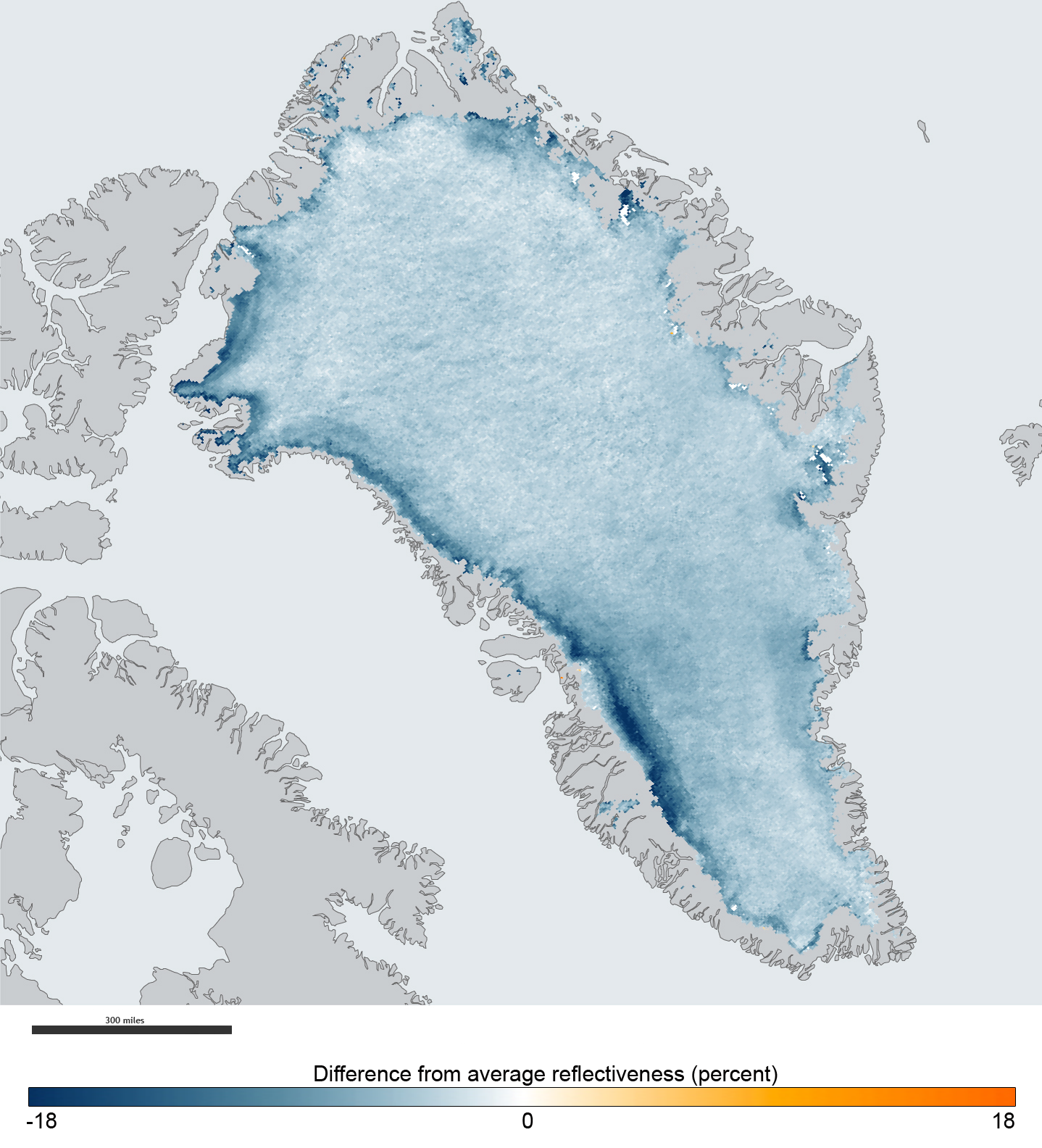
格陵蘭冰蓋於2011年夏季的反照率，與2000年到2011年期間平均值的比較，降低的最高程度可達20%。

本節摘自冰反照率反饋#Current。
由雪和冰產生的反照率反饋對區域溫度有重大影響，特別是由於北極地區和南極地區有冰蓋存在，會將當地的氣溫更為降低。因此最近的北極海冰減少是北極變暖的主要因素之一，當地自1979年（對北極海冰進行連續衛星監測由這一年開始）以來，北極變暖速度幾乎是全球平均水平的四倍，此一現像稱為北極放大效應。氣候模擬研究顯示強烈的北極放大效應僅發生在海冰大量流失的幾個月內，而在模擬冰蓋維持固定狀態時，這種放大效應的大部分會消失。相反的是南極洲冰蓋具有高度穩定性（東南極冰蓋的厚度讓其比海平面高出近4公里），表示這塊大陸在過去七十年中尚未經歷任何淨變暖：南極冰損失及其對[[[海平面上升]]的影響完全是由南大洋變暖所造成，南大洋於1970年至2017年期間所吸收的全球變暖熱含量，佔所有海洋所吸收的35-43%。
冰反照率反饋對全球氣溫的影響較小，但仍然顯著。估計北極冰層於1979年至2011年期間減少來自太陽的輻射強迫達到每平方米0.21瓦 (W/m2) ，相當於同期二氧化碳增加輻射強迫幅度的四分之一。與第一次工業革命開始以來溫室氣體輻射強迫的累積增量相比，相當於估計的2019年一氧化二氮輻射強迫（0.21W/m2），接近同年 甲烷輻射強迫（0.54W/m2）的一半，也是累積二氧化碳增加強迫的10% (2.16W/m2)。

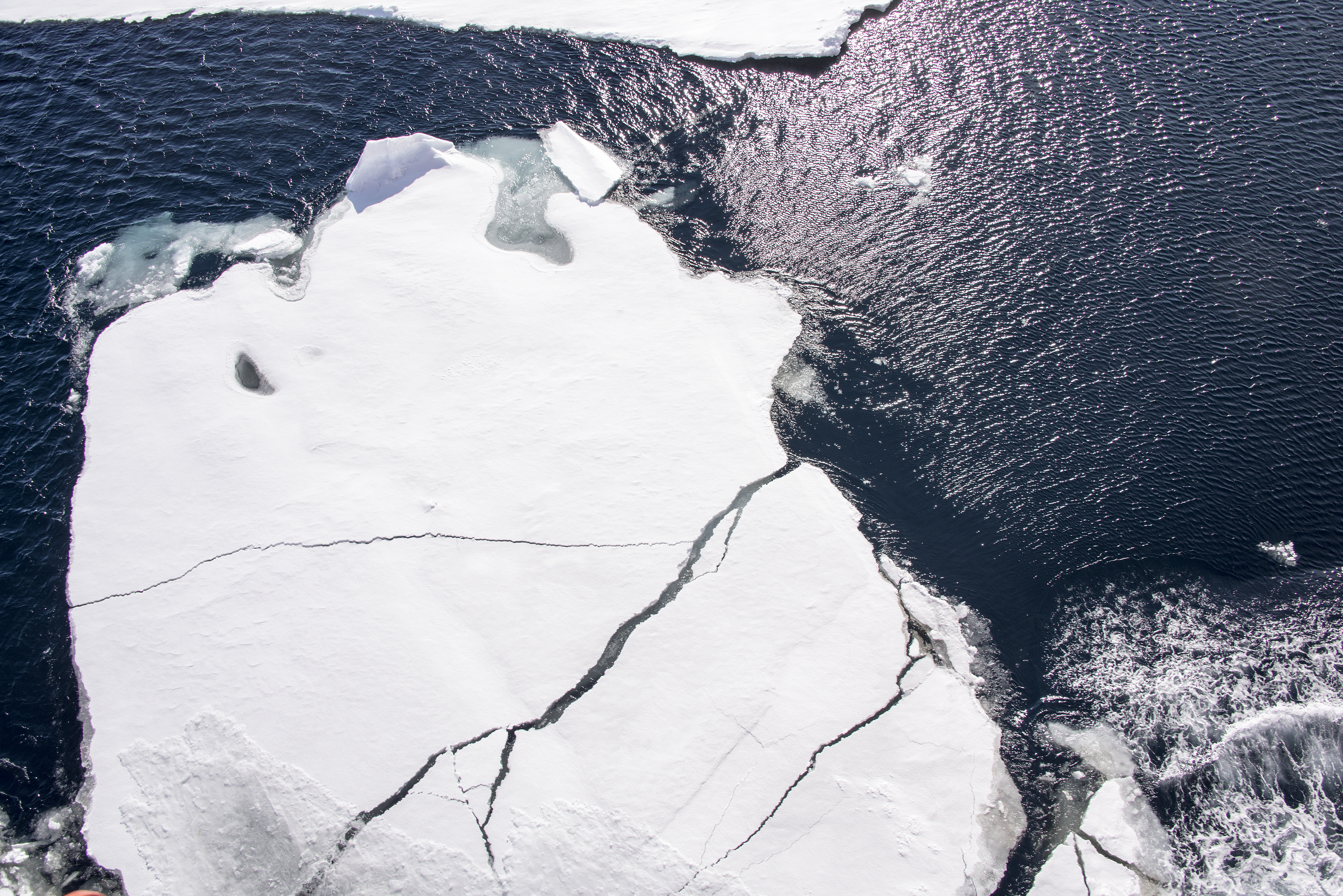
深色的海面僅能反射6%的太陽輻射，而海冰能反射50%到70%。

本節摘自極地放大效應#Recent Arctic amplification。
以往北極變暖的速度被描述為全球平均速度的兩倍，但此估計是根據較早的觀測，最近的加速受到忽略。科學界到2021年已有足夠的數據顯示北極變暖的速度是全球平均的三倍 - 1971年至2019年間升溫3.1°C，而同期全球升溫為1°C。估計把北極定義為北緯60度線以北的所有區域，即北半球的三分之一：研究在2021年至2022年間發現自1979年以來北極圈內（北緯66度以北）的變暖幅度比全球平均水平快近四倍。在北極圈內的巴倫支海地區有更大的北極放大效應，西斯匹茲卑爾根洋流周圍有熱點：位於其路徑上的幾個氣象站記錄到十年間變暖速度比全球平均水平快七倍。這引發人們的擔憂，即巴倫支海的冰蓋與北極其他海冰不同，即使全球變暖僅約1.5°C，也可能導致其永久消失。
北極放大效應的加速並非循線性方式發生：於2022年所做的一項分析發現有兩個急劇的階段，前者發生在1986年左右，後者發生在2000年之後。第一個加速歸因於該地區人為輻射強迫的增加，這反過來又可能與歐洲於20世紀80年代為對抗酸雨，而減少平流層硫氣膠有關。由於硫酸鹽氣膠具有冷卻作用，少了硫酸鹽氣膠，北極氣溫將會升高0.5°C。第二次加速的原因尚不清楚，因此並未在任何氣候模型中出現。此情況很可能是多年代際自然變率的一個例子，就像北極溫度和大西洋多年代際振盪（AMO）之間的聯繫一樣，預計此種情況在未來會發生逆轉。但即使是北極放大效應的第一階段也只能通過當前耦合模型比對項目中的CMIP6模型做出一小部分的準確模擬。

#### 黑碳
黑碳沉積物（於北極航行船舶燃燒重油（HFO）的結果）能吸收大氣中的太陽輻射，而沉積在雪和冰上時會大幅將反照率降低，加速雪和海冰融化。.於2013年所做的一項研究，把石油開採點的天然氣燃除所產生黑炭予以量化，發現其佔北極黑炭沉積的40%以上。最近的研究將北極表面黑碳的大部分（56%）歸因於俄羅斯的排放，其次是歐洲的排放，亞洲也是另一重要來源。
根據一項於2015年所做的研究，將黑碳和其他次要溫室氣體排放減少約60%，可讓北極溫度到2050年降低0.2°C。然而於2019年所做的一項研究顯示，“由於當地航運活動增加，黑碳排放量將持續上升”，特別是來自漁船的。

### 海冰減少

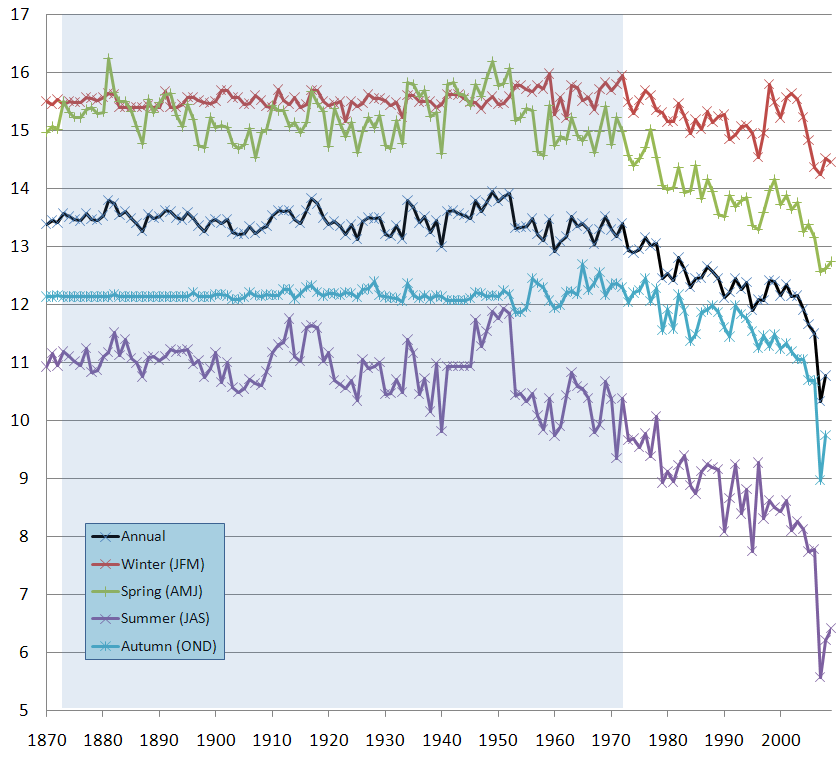
1870年到2009年期間北半球海冰覆蓋衡量（海冰至少覆蓋區域的15%，單位：百萬平方公里）趨勢。有藍色陰影的部分為有衛星數據前以傳統方式取得資料所繪製，較不準確。

本節摘錄自北極海冰減少。
由於氣候變化，北極海冰的面積和體積在近幾十年來都在減少。夏季融化的冰量高於冬季重新凝結的。溫室氣體強迫引起的全球變暖是北極海冰減少的原因。北極海冰的減少速度從二十世紀初持續加速，每十年會減少4.7%（自有第一個衛星記錄開始已減少50%以上）。有科學家認為在21世紀的某個時候，當地將不復有夏季海冰存在。
當地正處於至少4,000年以來最溫暖的時期，整個北極地區的融化季節以每十年延後五天的速度（從1979年到2013年期間）於晚秋時結冰。IPCC第六次評估報告（2021年）指出北極海冰的面積到2050年之前，至少在某些年的9月將會降至100萬平方公里以下。美國國家冰雪數據中心於2020年9月發表報告稱，當年北極海冰融化，面積只剩下374萬平方公里，是自1979年有記錄以來第二小的面積。

#### 範圍與區域變化
對於海冰覆蓋範圍有精確的測量始於20世紀70年代末，透過人造衛星進行。在此之前是經由船舶、浮標和飛機的組合來監測海冰區域和範圍，資料精度較低。數據顯示由於全球變暖，近年來出現的是長期的負向趨勢，但每年之間也存有相當大的變化。其中一些變化可能與北極震盪等影響有關，而北極震盪本身可能與全球變暖有關。 

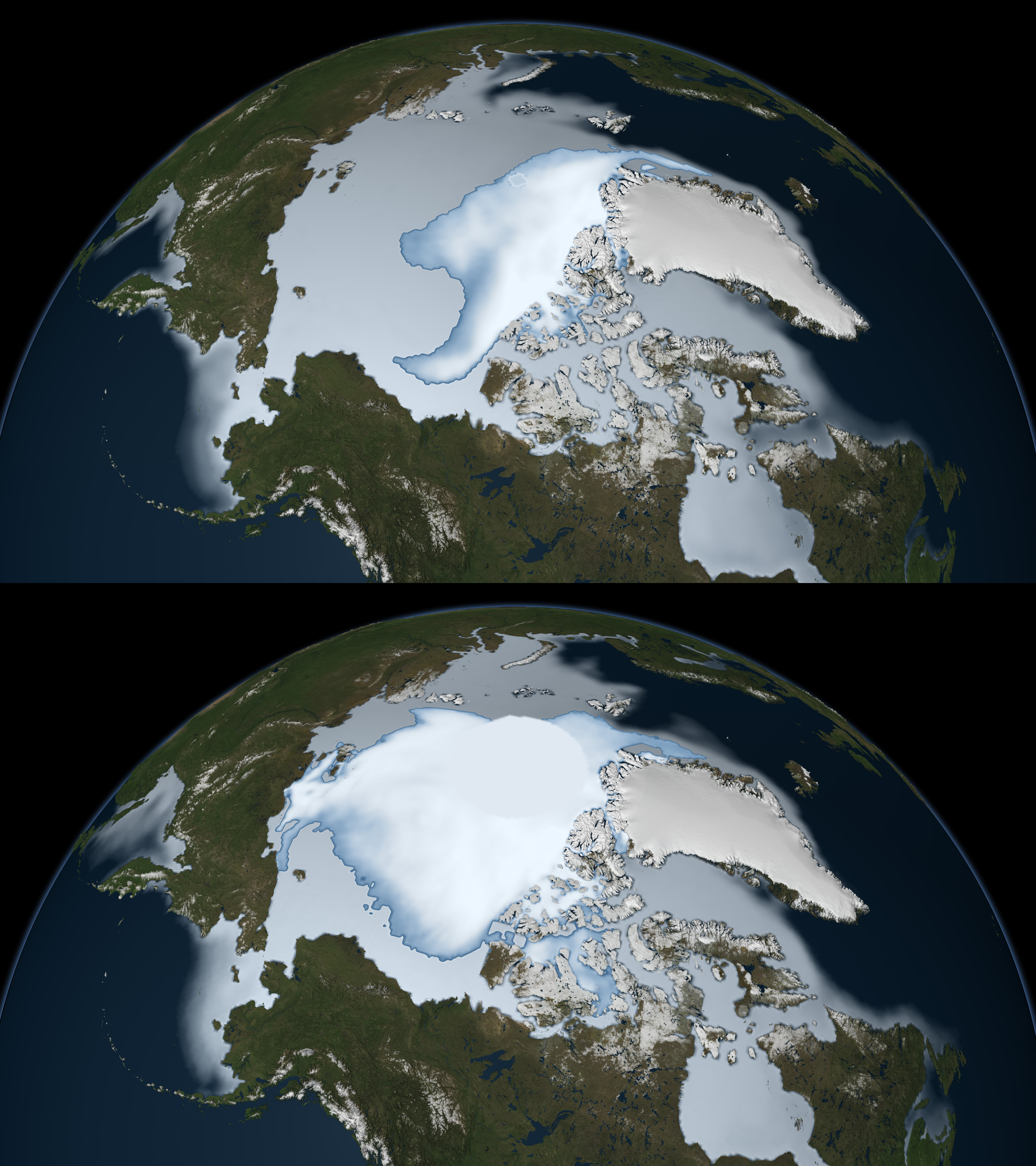
由美國國家航空暨太空總署（NASA）微波輻射計拍攝的北極地區冰層相片，1980年（下圖）與2012年（上圖）兩者比較。常年存在的冰層為亮白色，季節性冰層則為淡藍到乳白色。

整個北極冰層覆蓋面積的下降速度正在加速。從1979年到1996年期間，整個覆蓋冰量平均每十年下降2.2%，面積下降3%。而截至2008年的十年期，這些數值已分別增至10.1%和10.7%。這些與9月至次年9月常年冰（即全年存在的冰）的減少率相當，1979年至2007年期間，平均每十年減少的數據各為10.2%和11.4%。
北極海冰9月最小範圍（SIE）（即海冰覆蓋率至少為15%的區域）在2002年、2005年、2007年及2012年為532萬平方公里，在2016年和2019年為565萬平方公裡，創下新低的紀錄。 於2007年的冰量融化程度比1979年至2000年期間的平均水平至少超過39%，且在人類記憶中傳說的西北水道首度完全開放。.當地於2019年7月出現最溫暖的月份，SIE和海冰體積的最低紀錄各為7,500萬平方公里及8,900立方公里。SIE的十年趨勢成為-13%。目前的紀錄是SIE自1970年代以來已縮小50%。
於2008年至2011年期間的SIE高於2007年的，但並未恢復到往年水平。然而2007年的紀錄低點在2012年8月下旬被打破，此時的融化季節還剩三週才結束。SIE持續下降，於2012年9月16日觸底，成為342萬平方公里（132萬平方英里），比2007年9月18日創下的低點還少760,000平方公里（293,000平方英里），比1979年至2000年平均水平低50%。
根據一篇2022年7月於《地球物理研究通訊》發表的文章，北極地區的氣溫上升速度是其他地區的四倍。:1

#### 體積變化

由商用電腦模型PIOMAS顯示的北極海冰數量，自1979年起到最近的下降趨勢圖。

海冰厚度（以及相應的體積和質量）比分佈更難以確定，只能在少數的地點進行精確測量。由於冰雪厚度和一致性的巨大變化，必須仔細評估經由空中和太空測量取得的數據。但這些研究支持冰層年紀與厚度急劇下降的假設。 雖然北極冰區域和範圍呈現出加速下降的趨勢，但體積的下降幅度甚至比其覆蓋範圍的下降幅度還要大。冰量自1979年起已減少80%，在過去的十年裡，秋季冰量減少36%，冬季減少9%。目前70%的冬季海冰已變成季節性冰。

#### 夏季海冰消失問題
於2007年發佈的IPCC第四次評估報告在海冰的預測總結是：“預計於全球海冰覆蓋中，北極地區的減少速度會加快，一些模型預測夏季海冰覆蓋範圍將在高排放A2情景下於21世紀後半葉完全消失。”然而當前的氣候模型經常會把海冰消退的速度低估。在近代地質史上的夏季無冰北極是前所未有，因為目前的科學證據並未顯示極地海洋在過去70萬年中曾發生過無冰的情況。
北冰洋有可能會在2100年之前出現夏季無海冰，但預測發生的日期有多個，模型顯示從2035年9月到2067年期間左右的某個時間內，北冰洋的海冰將會幾乎消失，或是完全消失。

#### 格陵蘭冰蓋融化
模型預測格陵蘭冰蓋於21世紀的融化將會導致海平面上升約5厘米（2英寸）。預測格陵蘭到2100年將變得足夠溫暖，在接下來的1,000年或更長時間內開始會幾乎完全融化。 於2012年7月上旬，格陵蘭冰蓋有97%經歷過某種形式的表面融化，連山頂都不例外。
重力回溯及氣候實驗衛星（簡稱GRACE）的冰厚度測量顯示冰質量損失正在加速。 於2002年至2009年期間，損失率從137吉噸（Gt，十億噸）/年增加到286吉噸/年，平均損失量比前一年多30吉噸。於2019年的融化速度是2003年的4倍。融化在2019年短短2個月內讓海平面上升2.2毫米。總體上有壓倒性的跡象顯示融化不僅正在發生，而且逐年加速。

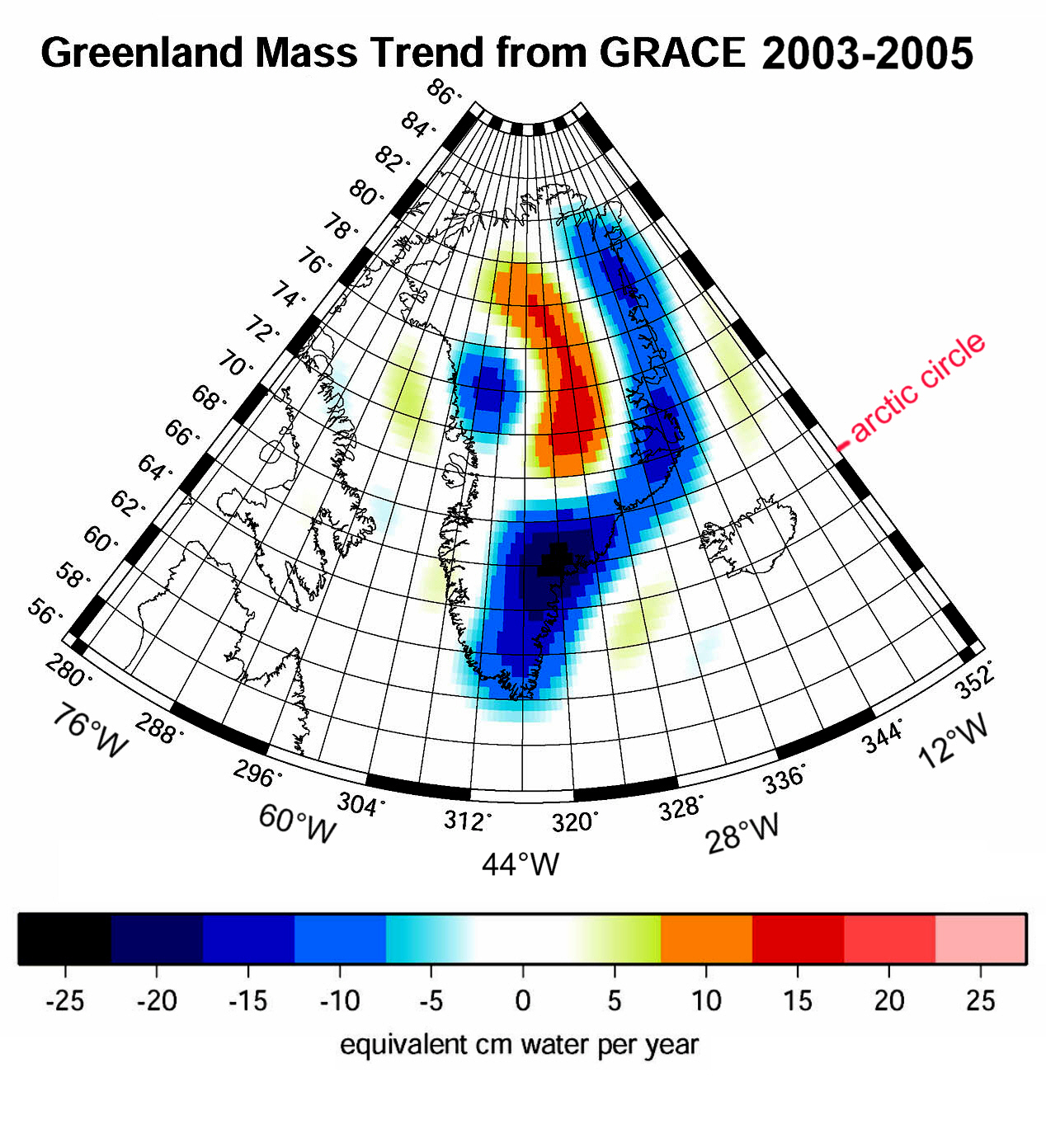
由NASA的重力回溯及氣候實驗衛星取得的格陵蘭冰蓋體積變化資料（2003年到2005年期間），海岸較低區域（藍色）融化的速度可達內陸較高區域（橘色/紅色）的三倍。

根據發表在科學期刊《地球與環境通訊報告》上的一項研究報告，格陵蘭冰蓋的融化可能已到不可逆轉的地步，表示即使氣溫上升完全停止，甚至是氣候變得更冷一些，融化仍將持續。原因是由於冰從格陵蘭中部向海岸移動，使得冰與溫暖的沿海水域之間產生更多的接觸，造成更多的融化和崩解。另有一位氣候科學家表示，在所有海岸附近的冰融化後，海水和冰之間的接觸將會停止，所餘的陸地冰層的存在將由降雪數量與融化的速度來決定。
於2020年9月取得的衛星影像顯示格陵蘭的一處名為Nioghalvfjerdsfjorden的峽灣，最後所餘的冰棚的一大塊已崩裂成許多小塊。此冰蓋與內部冰蓋相連，可能是未來幾年中當地冰河消融的熱點。
導致融化的另一個意想不到的影響與美國軍方在該地區的活動有關。具體來說，存在當地的世紀營是個核動力基地，多年來一直產生核廢料。一組科學家於2016年對當地環境影響做評估，預計由於未來幾十年天氣模式的變化，冰融化後的水可能會將放射性廢棄物、2萬升化學廢棄物和2,400萬升未經處理的污水釋放進入環境。然而美國和丹麥迄今都未宣布要承擔清理責任。

### 植被變化

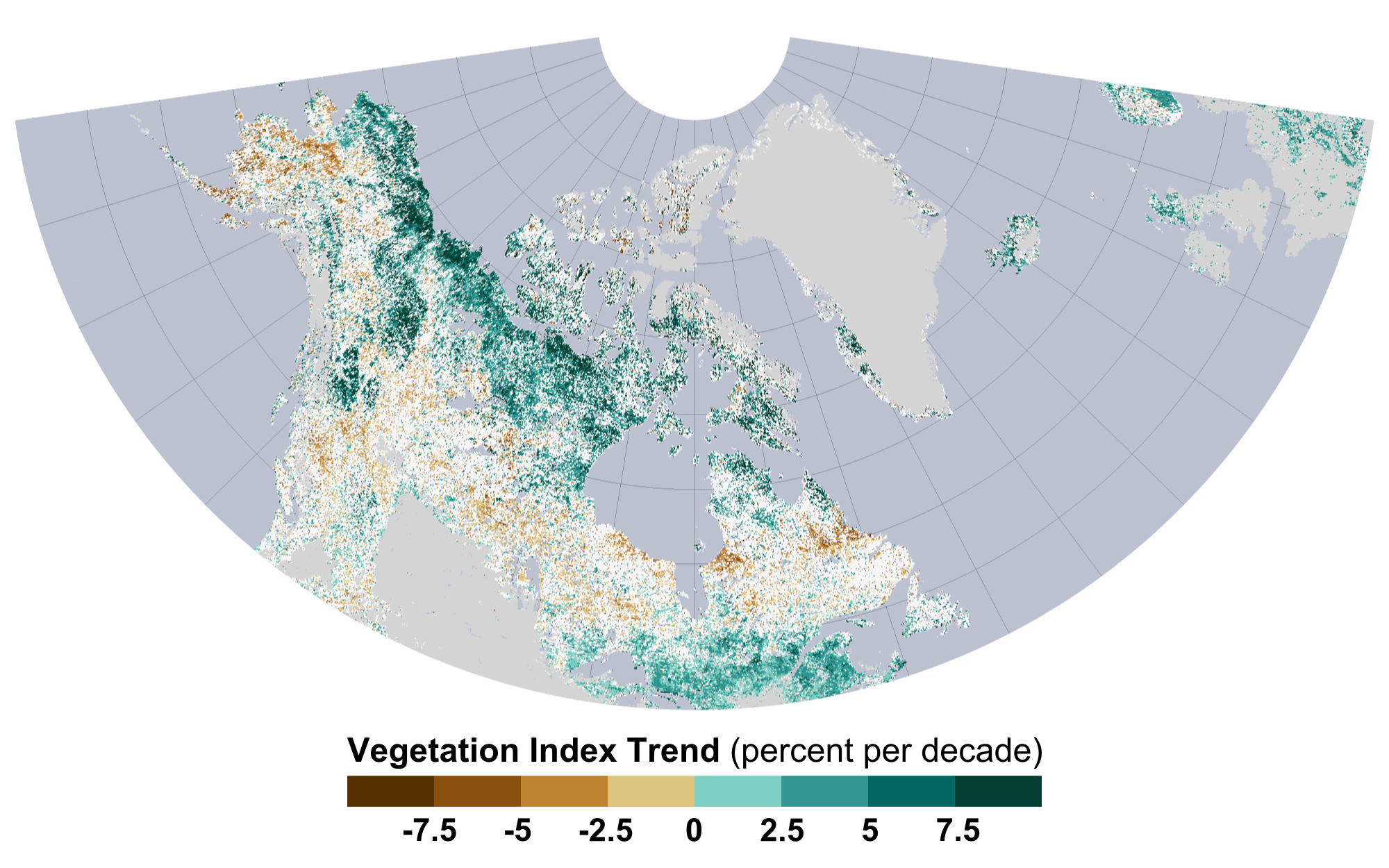
北極地區西半球常態化差值植生指數示意圖。

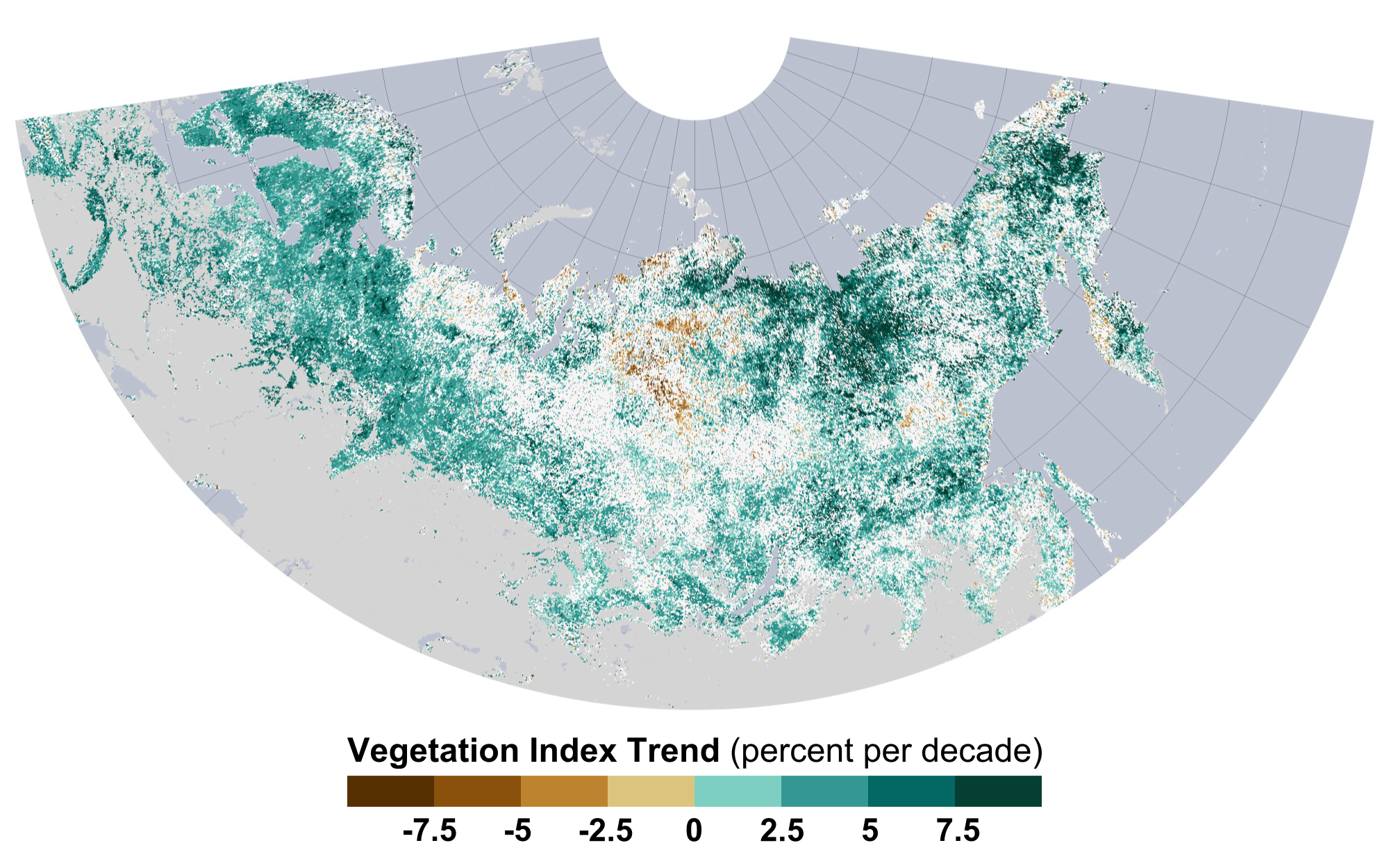
北極地區東半球常態化差值植生指數示意圖。

預計氣候變化將會對北極植物相產生強烈影響，其中一些已經顯現。這些變化與景觀規模甲烷排放量的增加有關，以及二氧化碳、氣溫的增加和生態循環受到破壞，繼而影響到養分循環、濕度和其他有助於塑造植物群落的關鍵生態因素的模式。
有關過去幾年植被對於氣候變化調適的大量信息來自衛星監測資料，這些資料有助於將北極地區植被的變化予以量化。美國國家航空暨太空總署（NASA）與NOAA所擁有的衛星在過去幾十年持續由太空中監測植被。如中解析度成像分光輻射計 (MODIS) 和先進高解析度輻射計 (AVHRR) 以及其他儀器，可測量植物葉子反射的可見光與近紅外線光的強度。科學家利用這些信息來計算常態化差值植生指數（NDVI），此指數是最常用到有關光合作用活動（或稱景觀“綠色度”）的指數。另有其他指數，例如增強植被指數（EVI）或是土壤調整植被指數（SAVI）。
這些指數可用作植被生產力的代理，而其隨時間變化可提供有關植被相應的信息。定義北極植被變化的兩種最常用的方法中包含有當地植被綠化和褐化的概念。前者是指前述綠色指數的正向趨勢，顯示植物覆蓋或生物質的增加，而褐化可廣泛理解為指數降低。呈負向趨勢。
最近對此研究讓我們能了解這兩個過程的進展。研究發現從1985年到2016年期間，於所有凍原採樣點中，有37.3%發生綠化，而只有4.7%出現褐化。某些變量會影響這種分佈，因為綠化主要與較高的夏季氣溫、土壤溫度和土壤濕度的地點有關。另一方面，褐化與正經歷冷卻和乾燥的較冷地點有關。總體上，這描繪出北極凍原大部分地區中，由於植物生產力、高度、生物質和灌木叢優勢增加的結果，而出現大範圍綠化的情況。
北極植被的擴張，不同植被類型中有不同的結果。北極凍原目前面臨最顯著的變化之一是灌木物種的擴張，由於大部分因氣溫升高，加上小部分由於降水的緣故，而導致整個北極地區內產生一種被稱為“灌木化”的趨勢，灌木類植物正在取代以前由苔蘚和地衣為主的地區。此種變化讓人們認為凍原生物群系目前正經歷地球上任何陸地生物群系中最快的變化。
目前此現象對苔蘚和地衣的直接影響尚不清楚，在物種層面上的研究很少，但氣候變化會更有可能導致波動加劇和極端事件更頻繁發生。灌木擴張後可能會影響永久凍土的動態，但目前情況尚未經詳細研究。灌木會在冬天吸引積雪，有絕緣作用，讓永久凍土層免受極端寒冷的影響，但灌木在夏天會遮擋地面，避免陽光直射，目前尚缺乏這兩種效應如何相互抵消和平衡的研究。變暖會導致植物群落整體發生變化，導致苔原生態系統遭到快速變化。灌木的分佈和生物質將會增加，而導致如苔蘚植物等墊層植物減少，由於墊層植物具有跨營養級作用，在多個環境中佔有重要生態棲位，當其被灌木叢取代後，會在這些環境中造成級聯效應，而嚴重影響其在生態系統中既有的功能。
這些灌木種群的擴張也會對其他重要的生態動態產生強烈影響，例如反照率效應。這些灌木叢將凍原的冬季表面，從未受干擾的均勻積雪改變為具有突出樹枝，表面受到干擾，而降低反照率效應，估計程度可高達55%，而在區域和全球氣候變暖方面促進積極反饋循環。反照率效應減少表示植物將吸收更多的輻射，地表溫度因而升高，也會破壞當前的地表-大氣能量交換並影響永久凍土的熱情（thermal regimes）。碳循環也受到植被變化的影響，當凍原上的灌木覆蓋增加，其在碳循環方面的表現更像北方針葉林，而促進碳循環，氣溫升高導致永久凍土融化和碳釋放增加，生長加快的植物也會增加碳捕集與封存。 目前尚不確定反應會朝哪種方向發展，但研究發現最終更有可能會導致大氣中二氧化碳增加。
本文附上兩張圖（顯示1982年7月至2011年12月期間北極圈內的常態化差值植生指數（NDVI））以將情況概述。根據NDVI，圖中綠色陰影代表植物生產力和豐度增加的區域，棕色陰影表示光合作用活動下降的地方。這兩張圖顯示環北極（加拿大、俄羅斯和斯堪地納維亞半島等最北端的地區）無樹苔原生態系統中的一圈綠化。較高的灌木和喬木開始在從前以苔蘚/地衣為主的地區生長，當地的凍原進入“灌木化”的階段。研究人員的結論是當地植物生長總體增加7%至10%。
然而北方針葉林，特別是在北美洲的，對變暖則有不同的反應。許多變得更綠，但趨勢不如環北極凍原那麼強烈，主要是灌木擴張和生長更為快速。一些北美洲的北方森林在研究期間實際上經歷褐化。可能的原因是乾旱、森林火災增加、動物行為、工業污染和許多其他因素所導致。
影響北極地區植物相的另一重要變化是北極圈內野火增加，當地於2020年的二氧化碳排放量打破歷史記錄，峰值達到2.44億噸，由泥炭地的燃燒所造成，泥炭地是富含碳的土壤，源自遭受水淹植物的積累，主要存在於北極緯度地區。隨著溫度升高，這些泥炭地變得更有燃燒的機率，它們自身的燃燒和釋放二氧化碳，更將燃燒正反饋循環提升。 
就水生植物而言，海冰在過去三十年的減少讓浮游植物的生產力提高約百分之二十。但此對海洋生態系統的影響尚不清楚，因為作為大多數浮游動物首選食物來源的較大型浮游植物，其增長似乎不如較小類者般多。北極浮游植物迄今尚未對全球碳循環產生重大影響。在夏季，年輕薄冰上的融冰水塘讓陽光能穿透冰層，導致冰藻以意想不到的速率大量繁殖，但目前尚不清楚這種現象已發生多久，也不知道它對更廣泛的生態週期有何影響。

### 動物變化

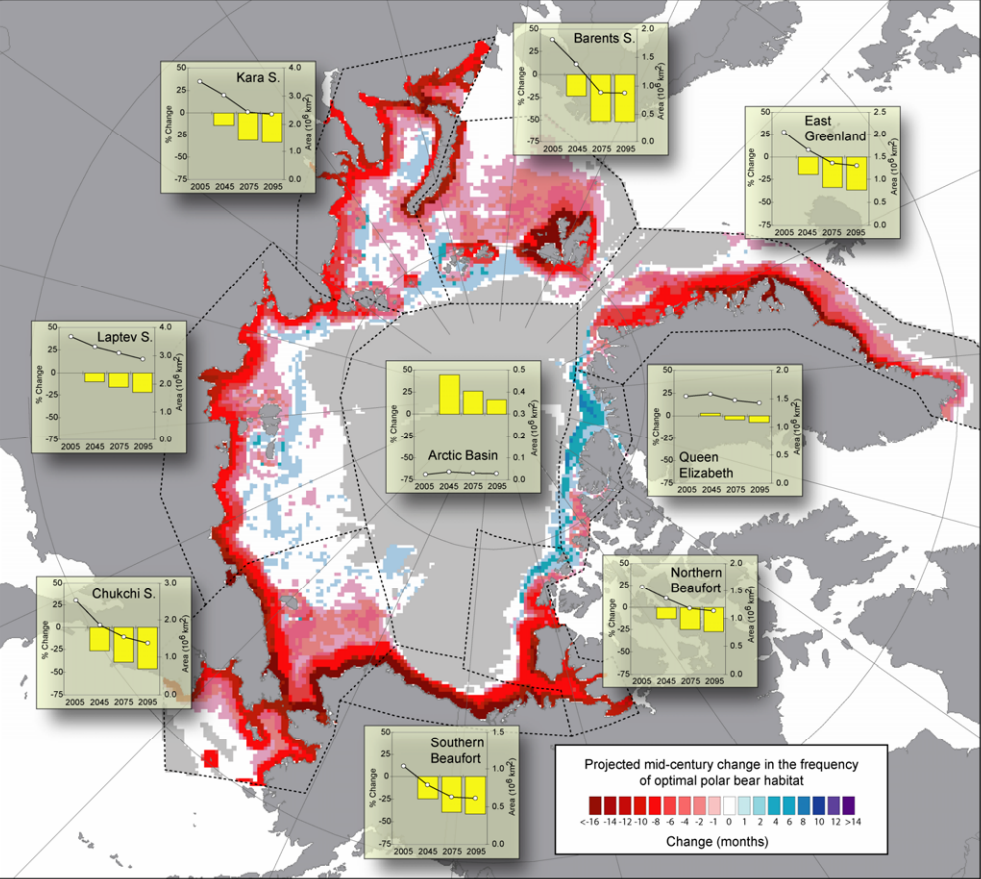
預測2041年到2050年期間的北極熊棲息地與2001年到2010年期間的比較（根據IPCC第四次評估報告的假設情景製作）。

副極地氣候區往北移之後，導致適應該氣候的動物能遷移到遙遠的北方，而取代更適應純北極氣候的物種。在沒遭到徹底取代的地方，它們經常與移入的物種雜交（參見灰北極熊），而把繁殖緩慢的脊椎動物物種中屬的遺傳多樣性降低。另一令人擔憂的問題是如布魯氏菌病或麻疹病毒屬等傳染病會往以前未接觸過的群體傳播。對於以前受海冰隔離而獲得保護的海洋哺乳動物來說是個嚴重的風險。 
美國非營利性保育組織國家野生動物聯盟於2007年4月3日敦促美國國會將北極熊納入《1973年瀕危物種法》中。四個月後，美國地質調查局（USGS）完成一項為期一年的研究，研究報告的部分結論是漂浮的北極海冰將在未來50年內持續快速萎縮，而將大部分北極熊棲息地消除。這些熊將從阿拉斯加州消失，但將繼續存在於加拿大北極群島和格陵蘭北部海岸附近的地區。海冰縮減也會產生二次生態影響。例如因浮冰形成較晚及融化較早，北極熊無法如以往有足夠的時間到海冰上捕獵海豹。
北極變暖也同樣對許多其他北極海洋哺乳動物的覓食和繁殖生態產生負面影響，例如海象、環斑海豹、北極狐或北極馴鹿。200隻斯瓦巴馴鹿於2019年7月被發現因饑餓而死，顯然是由於氣候變化導致降水量減少所致。
氣候變暖在短期內可能會對許多北極繁殖涉禽的築巢週期產生中性或正面影響。

## 永久凍土融化

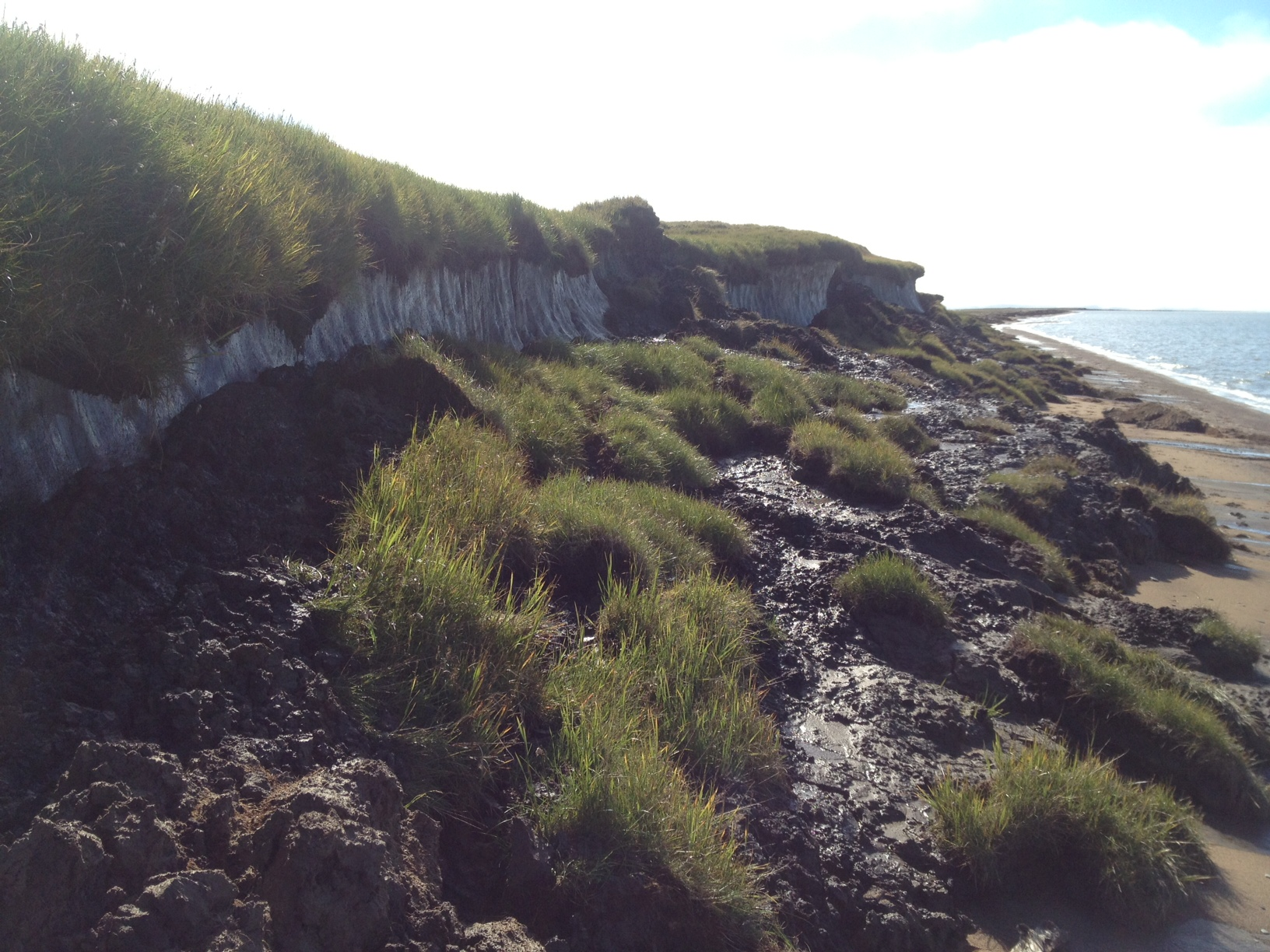
於北冰洋波弗特海邊一處名為Point Lonely（美國阿拉斯加州）的海邊，顯示永久凍土快速融化與海岸侵蝕的狀況（攝於2013年）。

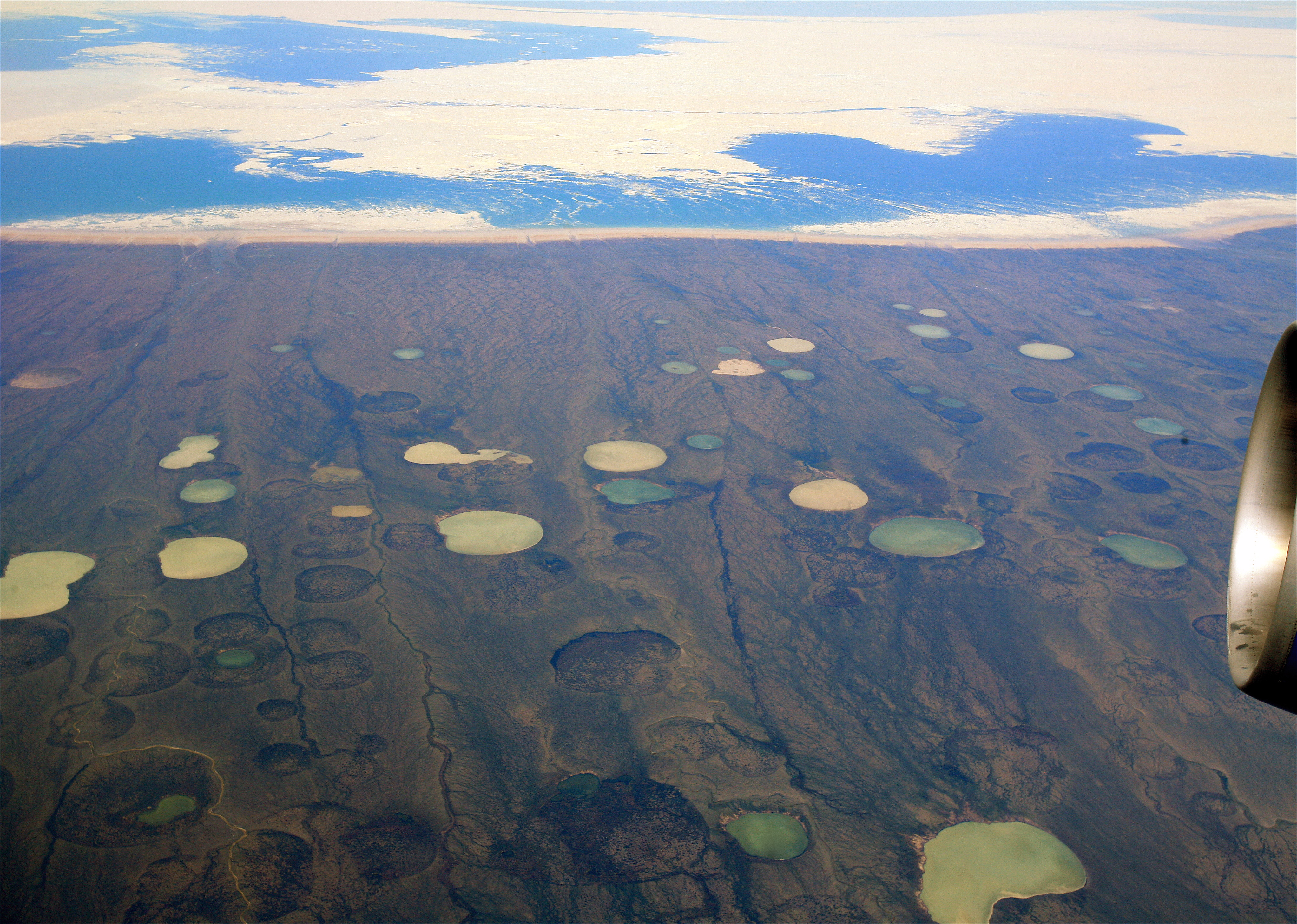
加拿大巴芬島上永久凍土融化後形成的水塘。

永久凍土是北極地區水文系統和生態系統的重要組成部分。北半球的陸地永久凍土區面積約為1,800萬平方公里。估計在此地區的有機土壤碳 (SOC) 總儲量為1,460-1,600吉噸（Gt，十億噸），是目前大氣中碳含量的兩倍。
本節摘自永久凍土碳循環#Carbon release from the permafrost。

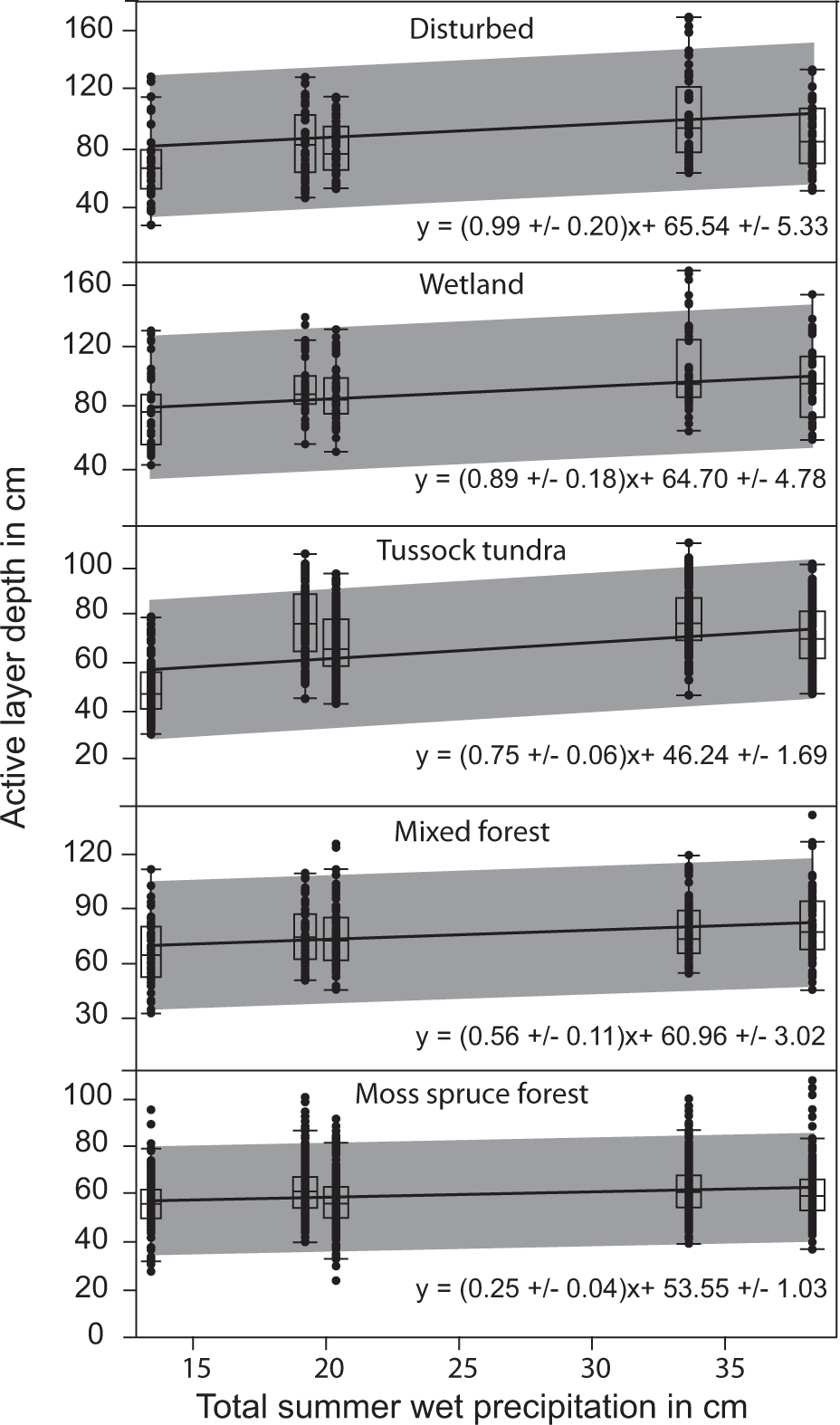
於不同北極永久凍土地區，增大的夏季降水量所能影響到的凍土深度。

永久凍土融化所產生的碳排放同樣會導致全球變暖，繼而再促進融化，而成為一種正向的氣候變化反饋。變暖還加劇北極的水循環，而溫暖降雨的增加是加深永久凍土解凍深度的另一因素。變暖條件下釋放的碳量取決於解凍深度、解凍土壤中的碳含量、環境的物理變化以及土壤中的微生物和植被活動。凍土中微生物呼吸作用是舊的永久凍土碳被重新激活，進入大氣的主要過程。有機土壤（包括解凍的永久凍土）內微生物分解的速度取決於環境因素，例如土壤溫度、水分可用率、養分可用率和氧氣可用率。特別是一些永久凍土土壤中有足夠濃度的氧化鐵可抑制微生物呼吸，而阻止碳動員：但這種保護只能持續到鐵還原細菌將碳與鐵氧化物分離的時候，此在典型條件下僅為時間早晚的問題。某些土壤中的氧化鐵可促進土壤中甲烷氧化為二氧化碳，但也可將嗜乙酸菌產生甲烷的作用放大，這些土壤過程迄今尚未被完全了解。
總體上，雖然土壤中儲有大量的碳，但整個碳匯受動員並進入大氣的可能性很低。溫度會升高，但這並不表示永久凍土會完全消失，及整個碳匯受到動員。即使氣溫升高會增加解凍深度或增加熱喀斯特和永久凍土退化，永久凍土下面的大部分仍將保持凍結狀態。此外，鐵和鋁等元素可在土壤碳到達大氣之前將其吸附，這些元素在經常覆蓋永久凍土的礦砂層中尤其豐富。另一方面，一旦永久凍土融化，即使氣溫上升逆轉，經過幾個世紀也不會回到永久凍土狀態，成為氣候系統中最著名的臨界點案例之一。

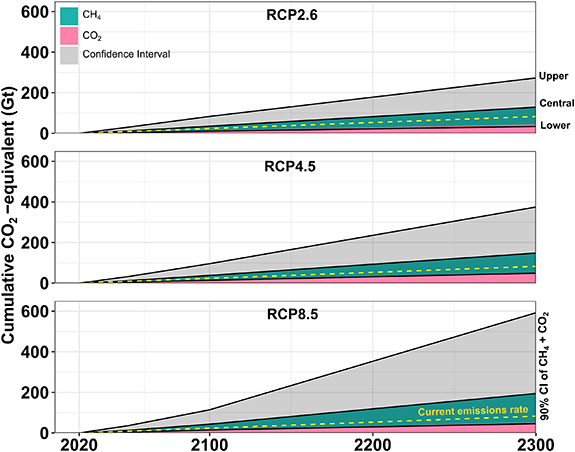
根據不同代表性濃度路徑而會由海底永久凍土排放的二氧化碳與甲烷（以二氧化碳當量表示）。

本節摘自永久凍土碳循環#Cumulative。
於2011年所做的一項初步電腦分析，顯示這類永久凍土排放量可能相當於人為排放量的15%左右。
一篇於2018年發表的觀點文章（perspective article）討論全球升溫2°C (3.6°F) 左右引發的氣候系統臨界點，表明在此閾值下，到2100年，永久凍土融化將導致全球氣溫進一步升高0.09°C (0.16°F)，範圍為0.04–0.16°C (0.072–0.288°F)另一項於2021年發表的研究報告，估計未來在向大氣中進一步排放1,000吉噸的碳之後將實現淨零排放（此情況是氣溫通常在最後一次排放後維持穩定，或開始緩慢下降）。在最後一次人為排放後的50年，永久凍土碳將導致升溫0.06°C (0.11°F)（範圍為0.02–0.14°C ( 0.036–0.252°F)）、100年後升溫0.09°C (0.16°F) (範圍為0.04–0.21°C (0.072–0.378°F)) 以及500年後升溫0.27°C (0.49°F) (範圍為0.12–0.49°C (0.22–0.88°F) ）。此兩項研究均未把突然解凍的情況列入考慮。
一份在2020年對北部永久凍土泥炭地（整個永久凍土區域中的較小子集，估計於整個1,800萬平方公里的覆蓋面積中僅佔370萬平方公里）的研究報告，稱到2100年，當地佔人為輻射強迫約佔全球的1%，並且在所有的變暖情景中（從升溫1.5°C (2.7°F) 到6°C (11°F)），此一佔比維持不變。報告進一步表明再過200年，這些泥炭地吸收的碳將會高於其排放到大氣中的。
IPCC第六次評估報告估計，每升溫1°C (1.8°F)，永久凍土釋放的二氧化碳和甲烷相當於140–1,750億噸二氧化碳。:1237而在2019年，每年人為二氧化碳排放量為400億噸左右。:1237

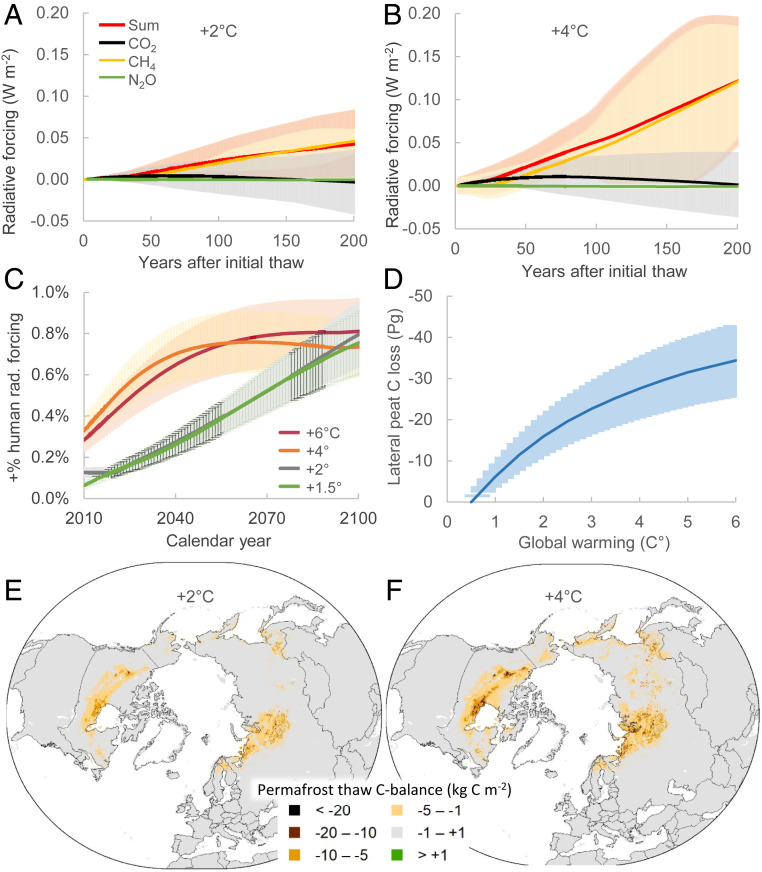
永久凍土泥炭地於不同的全球暖化程度下解凍，所產生不同程度的溫室氣體排放，及隨著時間對於暖化的影響。

一項於2021年發表跨越氣候臨界點對經濟影響的評估，估計永久凍土碳排放將導致碳的社會成本增加約8.4%。然而此評估所採的方法引起爭議：澳大利亞經濟學家斯蒂夫·科恩和英國氣候變化學者提摩西·連頓等人指出臨界點和總體變暖程度較高的總體影響受到低估，研究報告作者表示接受批評者的一些觀點。
梅里特·圖雷茨基等一批著名的永久凍土研究人員於2021年提出他們對永久凍土排放（包括突然解凍過程）的集體估計，作為到2030年將人為排放量減少50%倡議的一部分（幫助減少溫室氣體排放，在2050年前達到淨零排放的必要里程碑）。他們的數據顯示到2100年，在氣溫升高1.5°C (2.7°F) 的情景下，永久凍土層的綜合排放量將達到1,500-2,000億噸二氧化碳當量、在2°C (3.6°F) 的情景下，將達到2,200-3.000億噸二氧化碳當量，以及當升溫超過4°C（7.2°F）情景下，將達到4,000–5,000億噸二氧化碳當量。他們將這些數字分別與加拿大、歐盟和美國或中國當前的外推排放量進行比較。4,000–5,000億噸排放的數字也相當於今天控制升溫在1.5°C (2.7 °F) 目標範圍內的剩餘預算。參與這項工作的科學家之一，於伍茲霍爾研究中心服務的生態學家蘇珊·M·納塔利也引領在當年於《美國國家科學院院刊》發表補充估計，表明當突然解凍和野火導致的永久凍土排放量增加時，結合近期可預見的人為排放範圍，避免升溫超過（或稱“超調”）1.5°C (2.7°F) 已難以實現，如要達到此目標，則必須依靠二氧化碳移除（人為負排放工藝）來強制氣溫回落。
於2022年更新的氣候臨界點評估，結論是永久凍土突然融化會比逐漸融化速度增加碳排放達50%，每變暖一度，到2100年將增加140億噸二氧化碳當量排放量，到2300年將增加350噸二氧化碳當量排放量。到2100年，每升溫一度，升溫影響將達到0.04°C (0.072 °F)、到2300年，每升溫一度，升溫影響將達到0.11°C (0.20°F)。 報告還表明在升溫3°C (5.4°F) 和6°C (11°F) 之間（最有可能的數字約為4°C (7.2°F) ），永久凍土地區的大規模塌陷可能變得不可逆轉，在大約50年間（範圍在10到300年之間）會增加1,570億噸-3,500億噸二氧化碳當量排放（即升溫0.2–0.4°C (0.36–0.72°F)） 。
本節摘自永久凍土#Construction on permafrost。
目前世界上只有兩座大城市建在連續的永久凍土地區（凍土形成完整，溫度低於零攝氏度的冰層），都位於俄羅斯- 克拉斯諾亞爾斯克邊疆區的諾里爾斯克和薩哈（雅庫特）共和國的雅庫次克。在永久凍土上建造房屋很困難，因為建築物（或管道運輸）的熱量會傳導到土壤，導致融化發生。當冰融化成水時，地面提供結構支撐的能力就會減弱，造成建築物不穩定。例如在西伯利亞鐵路建設過程中，一座建於1901年的蒸汽機工廠綜合體由於這些原因，而在運行一個月後就開始崩塌。:47 此外，在永久凍土之下並無地下水可用。任何大型定居點或設施都需要安排一些替代方案來取得水。:25

### 海底永久凍土
海底永久凍土存於海床下方，並位於極地的大陸棚中。其可被定義為“末次盛冰期（LGM，約26,500年之前）期間暴露的非冰河大陸棚區域，目前已被海水淹沒”。海底永久凍土沉積物下方和內部積累有大量有機物和甲烷 。這種甲烷來源不同於甲烷水合物，但會影響到地球氣候系統的總體結果和反饋。
海冰有助於穩定海岸線上及其附近的甲烷沉積物，防止水合物分解後排入水柱，並最終進入大氣。甲烷會化成氣泡從海底永久凍土釋放進入海洋（這一過程稱為沸騰）。在暴風雨期間，當風驅動的空氣-海洋氣體交換，加速沸騰過程而將甲烷排入大氣時，水柱中的甲烷含量會急劇下降。此一觀察到的路徑顯示大氣中源自海底永久凍土層的甲烷會進展相當緩慢，而非突然變化。但全球變暖和大氣中溫室氣體進一步積累，會提升北極氣旋的威力，有可能會導致更多的甲烷儲存釋放，而加劇變暖的後果。有份關於這種永久凍土退化機制的更新於2017年發佈。
目前海底永久凍土面積估計為200萬平方公里（約為陸地永久凍土面積的1/5），自末次盛冰期以來已減少30-50%。 有機物中含有約560吉噸的碳，甲烷中含有45吉噸的碳，目前每年釋放的碳各為1,800萬和3,800噸，這是由於末次盛冰期（約14,000年前）以來海底永久凍土區經歷變暖和融化的結果。事實上，由於海底永久凍土系統在千年的時間尺度上對氣候變暖做出反應，因此它目前排放到水中的碳通量是對末次盛冰期之後發生的氣候變化的反應。因此人類驅動的氣候變化對海底永久凍土層的影響只會在數百年或數千年後才會出現。根據人類不做任何氣候變化緩解措施，一切照常排放的情景（RCP8.5），預測到 2100 】年，海底永久凍土域可釋放43吉噸的碳，到2300年可釋放190吉噸的碳。而在低排放情景（RCP2.6），估計排放量可減少30%。這些均會導致於未來幾個世紀內人為驅動的碳釋放顯著加速。

### 甲烷水合物沉積
本節摘自甲烷氣槍假說。
甲烷氣槍假說是對第四紀期間快速變暖時期的擬議解釋。假設認為海洋中上層水域通量的變化引起溫度波動，這些波動在上大陸坡上交替積累，並偶爾釋放甲烷水合物。繼而對全球氣溫產生直接影響，因為甲烷是種比二氧化碳更強大的溫室氣體。雖然甲烷在大氣中的壽命約為12年，但甲烷的全球變暖潛力在20年內是二氧化碳的72倍，在100年內是二氧化碳的25倍（考慮到氣膠相互作用時變為33倍）。假說進一步提出這些變暖事件導致邦德事件和個別冰段（例如丹斯高-厄施格周期）。 
由於大多數甲烷水合物的沉積均在太深處而無法快速響應，加上計算化學家大衛·亞裘於2007年使用電腦模擬，顯示甲烷強迫在溫室效應中僅佔一小部分。甲烷水合物通常沉積於海床以下數百米的甲烷水合物穩定區。海水溫度經持續升高後，最終會讓沉積物變暖，並導致位於最淺、最邊緣的水合物開始分解。但溫度變化通常需要一千年或更長時間才能抵達海底。此外，隨後對大西洋和太平洋中緯度沉積物的研究發現，一旦深度超過430米（1,411英尺），從海底釋放的任何甲烷，無論來源如何，都無法到達大氣，而該緯度的地質特徵讓水合物不可能存在於淺於550米 (1,804英尺) 的深度。
但北極地區的一些甲烷水合物沉積處比其他地方淺得多，這可能導致其更容易受到變暖的影響。波弗特海邊的鄰近加拿大的大陸坡上的一處滯留氣體礦床位於海底小圓錐形山丘區域，距海面僅290米（951英尺），被認為是已知最淺的甲烷水合物礦床。 然而西伯利亞陸棚的東部平均深度為45米，有假設在海底以下存有被海底永久凍土層密封的水合物沉積。
這表示當陸棚海底永久凍土層內有潛在的{{le|塔利克|talik))或冰核丘特徵，在變暖之後有可能成為以前凍結甲烷的移動路徑，這種可能性已引起甚大的關注。 研究人員沙霍娃等人（Shakhova et al. (2008)）估計目前北極海底永久凍土層下有不少於1,400吉噸的碳以甲烷和甲烷水合物的形式被封存，且該區域的有5-10%會受到曝露塔利克的導引。他們的論文一開始有這麼一段：“預計會遭釋放的水合物儲存量高達50吉噸，很有可能隨時被突然釋放”。如此規模的釋放將讓地球大氣中的甲烷含量增加十二倍，溫室效應相當於2008年的全球二氧化碳水平增加一倍。
這是最初引發甲烷氣槍假說出現的原因，美國能源部國家實驗室系統和USGS的氣候變化科學計劃於2008年均將北極潛在的水合物不穩定現象確定為氣候變化四種最嚴重的情景之一，而被挑選出來優先進行研究。 美國碳循環計畫（USCCSP） U.S. Carbon Cycle Science Program （页面存档备份，存于）於2008年12月下旬發布一份報告，對這種風險的嚴重性提出估計。2012年，一項基於全球氣候模式(或稱全球環流模式，GCM) 的原始假設影響研究，評估甲烷水合物在單次脈衝內增加1,000倍（從 <1到1000ppmv（百萬分點濃度））（基於古新世－始新世極熱事件（PETM）的碳量估計（約2,000吉噸）），結論為在80年內會導致大氣溫度升高6°C以上。此外，陸地生物圈中儲存的碳將會減少（略少於四分之一），表明生態系統和農業會面臨嚴峻形勢，特別是在熱帶地區。 於2012年發表的另一項文獻評估，將北冰洋東部陸棚上甲烷水合物確定為潛在的觸發因素。
2008年在西伯利亞北極區進行的研究顯示，每年釋放的甲烷量達到數百萬噸，遠高於之前估計的50萬噸。顯然是通過海底永久凍土層的穿孔外洩，某些地區的濃度達到正常水平的100倍。在勒拿河河口以及拉普捷夫海和東西伯利亞海之間邊界的局部熱點地區檢測到有過量的甲烷。於當時的部分融化被認為是地質加熱的結果，但更多的融化被認為是由於西伯利亞往北流河流排放的融水量大幅增加所致。
同一研究小組於2013年使用多次聲納觀測來量化從海底永久凍土滲入海洋的氣泡密度（這一過程稱為沸騰），發現沿東西伯利亞地區的北極陸棚（ESAS）每天每平方米排放100-630毫克甲烷進入水柱。他們還發現，在暴風雨期間，當風加速空氣-海洋氣體交換時，水體中的甲烷含量急劇下降。觀察顯示海底永久凍土層的甲烷釋放以緩慢，而非突發式進行。然而全球變暖引發的北極氣旋以及大氣中溫室氣體的進一步積累，將會導致此源頭的甲烷釋放更加迅速。他們的最新估計是總體釋放現已達到每年1,700萬噸。
但這類發現很快受到質疑，因為這種釋放表示僅ESAS就佔觀測到的北極甲烷排放量的28%至75%，而與許多其他研究結果相矛盾。 科學界於2021年1月發現甲烷從陸棚沉積物釋放到水體中，之後再進入大氣的速率被大幅高估，透過多艘於當地巡航的船舶所取得的大氣甲烷通量觀測，反顯示ESAS每年僅排放約302萬噸甲烷。於2020年發表的一項模型研究顯示在目前的條件下，由ESAS釋放的甲烷量可能低至每年1,000噸，其中260-450萬噸代表的是大陸棚發生突然排放的峰值潛力。
根據研究人員Wei-Li Hong等（Wei-Li Hong et al）於2017年發表的報告：
ESAS發現的巨大滲漏是地球系統自然發生的結果。了解甲烷如何與地球系統中其他重要的地質、化學和生物過程相互作用非常重要，且應該成為科學界的重點。
甲烷氣槍假說成立的機率日益降低。
研究人員克勞斯·沃爾曼等人（Klaus Wallmann et al）於2018年發表的研究報告，結論是8,000年前斯瓦巴群島的水合物開始解離是由於均衡回彈（冰河消退期後地殼回彈）所造成。結果是深度變淺，靜水壓力減小，而並無進一步變暖。研究還發現由於季節性底層水變暖，該地點的沉積物在約400米的深度變得不穩定，但目前尚不清楚這是由於自然變化還是人為變暖所致。 另一篇於2017年發表的論文說斯瓦巴群島天然氣水合物解離釋放的甲烷中只有0.07%似乎進入大氣，且通常只在風速較低時才發生。隨後於2020年發表的一項研究證實只有一小部分來自斯瓦巴群島的甲烷滲漏進入大氣，並且風速對釋放速率的影響比現場水中甲烷濃度的更大。
最後有篇於2017年發表的論文說斯瓦巴群島至少有一滲漏場的甲烷排放量被二氧化碳吸收量的增加所超越，因為這片養分豐富的水域中浮游植物的活動大幅增加。浮游植物每天吸收的二氧化碳量比甲烷排放量多1,900倍，吸收二氧化碳帶來的負（即間接冷卻）輻射強迫比甲烷釋放帶來的升溫高出251倍。
一篇於2018年發表，專門討論氣候系統臨界點的觀點文章表示到本世紀末，甲烷水合物對氣候變化的影響將“可以忽略不計”，但在千禧年的時間尺度上可能達到0.4–0.5°C (0.72–0.90°F) ）。於2021年發表的IPCC第六次評估報告不再將甲烷水合物列入潛在臨界點清單，並表示“水合物中的甲烷排放不太可能在未來幾個世紀內大幅變暖氣候系統。”該報告還將陸地水合物礦床與2014年7月開始在俄羅斯西伯利亞亞馬爾半島發現的天然氣排放坑作聯繫，但指出由於陸地天然氣水合物主要來自200米以下的深度，因此在未來幾個世紀大量洩漏的可能性可被排除。同樣，2022年發表的臨界點評估將甲烷水合物描述為“無閾值反饋”，而非臨界點。

## 對世界其他地區影響

### 海洋環流
雖然現在認為在不久的將來不太可能發生，但也有人提出類似於導致新仙女木期事件（一場突然的氣候變化事件）出現而導致地球溫鹽環流停止。即使完全關閉的可能性不大，環流的減緩及其對氣候影響能力的減弱已經顯現，於2015年發表的一項研究報告說大西洋經向翻轉環流 (AMOC) 在過去100年已減弱15%至20%。這種放緩可能會導致北大西洋變冷，全球變暖可緩解這種情況，但目前尚不清楚會達到何種程度。全球都會感受到這種影響，包括熱帶氣候模式變化、北大西洋發生更強的風暴以及歐洲作物生產力下降等影響。
洋流也有可能受到更廣泛的擾亂，而導致海洋缺氧事件，人們相信這些在遙遠的過去更為常見。目前尚不清楚此類事件是否存在適當的先決條件，但這些海洋缺氧事件被認為主要是由養分徑流所引起，而此類徑流是由遠古時期二氧化碳排放量增加所造成。這與當前的氣候變化有著令人不安的相似之處，但認為當時導致這些事件的二氧化碳量濃度遠高於我們目前所面臨的，因此這種規模的影響被認為在短時間內不太可能發生。

### 中緯度天氣
隨著北極地區持續變暖，北極與全球較溫暖地區之間每十年變暖的溫度梯度由於放大效應而將繼續縮小。如果這個梯度對高速氣流有很大的影響，將會最終將其變弱，且在過程中變得更加多變，這將讓更多的冷空氣從極地渦旋洩漏到中緯度地區，並減慢羅斯貝波的進展，導致發生時間更持久、更極端的天氣。
本節摘自高速氣流#Longer-term climatic changes。
之前的描述與美國資深科學家珍妮佛·法蘭西斯所提的密切相關，她在2012年與史蒂芬·瓦夫魯斯（Stephen J. Vavrus）共同撰寫的一篇論文中首次提出這種假設。雖然一些古氣候學的重建顯示極地渦流變得更加多變，並在1997年變暖期間導致更加不穩定的天氣事件，但與氣候模型所得相矛盾，於2010年的PMIP2模擬（參見古氣候模型比對計畫）發現在末次盛冰期期的北極震盪要弱得多，並且負值更大，表明較溫暖的時期有更強的正相震盪，因此極地渦流洩漏的頻率較低。然而於2012年科學期刊《大氣科學雜誌》刊出的一篇評論指出，“二十一世紀以來，渦流平均狀態發生重大變化，導致其變得更弱、更受干擾。”，與模型結果相矛盾，但符合珍妮佛·法蘭西斯的假設。此外，於2013年發表的一項研究報告指出當時的CMIP5模擬往往嚴重低估冬季阻礙趨勢，而於2012年發表的其他研究則顯示北極海冰減少與中緯度冬季大雪之間存在聯繫。
珍妮佛·法蘭西斯於2013年發表的進一步研究報告將北極海冰的減少與北部中緯度地區的極端夏季天氣作聯繫，而當年的其他研究報告則確定北極海冰趨勢與歐洲夏季更極端的降雨之間的可能聯繫。當時也有人認為北極放大作用與高速氣流模式之間的聯繫，與颶風珊迪的形成有關聯，並在2014年北美洲寒流事件中發揮作用。珍妮佛·法蘭西斯於2015年發表研究報告，其結論是高度放大的高速氣流模式在過去二十年中更加頻繁發生。因此，持續的溫室氣體排放有助於長期天氣條件引起的極端事件形成。
於2017年和2018年發表的研究報告表示北半球高速氣流中羅斯貝波的緩慢移動模式是其他幾乎靜止型的極端天氣事件的罪魁禍首，例如2018年歐洲熱浪、2003年歐洲熱浪、2010年俄羅斯森林大火或2010年巴基斯坦洪災，並認為這些模式都與北極放大有關。珍妮佛·法蘭西斯和史蒂芬·瓦夫魯斯於當年的進一步研究表示在低層大氣區域，觀察到北極變暖的進展更為強烈，因為溫暖空氣的膨脹過程升高壓力水平，而降低極地位勢高度梯度。由於這些梯度是通過熱風關係導致風向由西往東吹送的原因，因此通常會在位勢增加的區域以南發現速度下降。 珍妮佛·法蘭西斯於2017年向科普雜誌《科學人》解釋她的發現：“更多的水蒸氣通過高速氣流的大幅波動向北輸送。這很重要，因為水蒸氣是種溫室氣體，就像二氧化碳和甲烷一樣。它會將熱量捕獲在大氣中。”這種蒸氣也會凝結成我們所知的雲滴，而會捕獲更多的熱量。蒸氣是放大過程的重要組成部分 - 這是北極比其他任何地方變暖速度更快的一個重要原因。”
氣候學家Judah Cohen博士和他幾位研究助理於2017年進行的一項研究，Cohen寫道，“極地渦流狀態的變化是導致歐亞中緯度地區近期冬季降溫趨勢的主要原因”。瓦夫魯斯等人在2018年發表的一篇論文將北極的放大與中緯度夏季更持久的乾熱極端天氣以及中緯度冬季大陸變冷作聯繫。發表於2017年的另一篇論文估計當北極經歷異常變暖時，北美洲的初級生產平均下降1%至4%，一些州的損失高達20%。於2021年所做的一項研究發現，平流層極地渦流擾亂與亞洲和北美洲部分地區的極端寒冷冬季天氣有關聯，包括2021年2月北美洲寒潮。於2021年發表的另一項研究報告說北極海冰消失與美國西部野火規模擴大之間存在聯繫。
由於此類特定觀察被認為屬於短期，因此結論存有相當大的不確定性。氣候學觀測需要幾十年的時間才能明確區分各種形式的自然變率與氣候趨勢。於2013年和2017年發表的評論將此點強調。 於2014年發表的研究報告，結論是近幾十年來，北極放大效應顯著降低北半球的寒冷季節溫度變化。於今日的秋季和冬季，北極冷空氣更快侵入溫暖的低緯度地區，預計除夏季外，這一趨勢在未來將持續下去，因此人們質疑於冬季是否會有更多的極端寒冷。於2019年，有項研究對全球35,182個氣象站（其中9,116個的記錄時間已超過50年）收集的數據進行分析，發現自20世紀80年代以來，北部中緯度寒潮急劇減少。
此外，於2010年代收集並於2020年代發佈的一系列長期觀測數據，顯示自2010年代初期以來北極放大的加劇與中緯度大氣模式的顯著變化無關。PAMIP（極地放大模型比對項目）最先進的模型研究在2010年PMIP2的模擬基礎上進行改進 - 它確實發現海冰下降會削弱高速氣流，並增加大氣阻滯的可能性，但兩者之間的聯繫非常小，且通常與年際變化相比並不顯著。於2022年所做的一項後續研究發現雖然PAMIP平均值可能把海冰下降造成的減弱低估1.2至3倍，但即使校正後的連接仍然只相當於高速氣流自然變率的10%。

## 對人的影響

### 領土主張
越來越多的證據顯示全球變暖正導致極地冰層萎縮，而增加一些國家提出北極領土主張的急迫性，這些國家希望除能保護主權外，還希望建立資源開發和新的航道。
隨著海冰覆蓋範圍逐年減少，北極國家（俄羅斯、加拿大、芬蘭、冰島、挪威、瑞典、美國和代表格陵蘭的丹麥）正在地緣政治舞台上採取行動，以確保獲得可能新的北極航路及石油與天然氣儲藏，而在同一地區發生重疊主張的情況。北極地區的爭端都與海洋有關，只有一個與陸地邊界有關（即漢斯島）。這個無人居住的小島位於內爾斯海峽中，居於加拿大艾厄士米爾島和格陵蘭北海岸之間。此島的地理位置正好位於加拿大和丹麥1973年條約中確定的等距邊界上。兩國都承認分開擁有該島的可能性，但尚未達成任何協議，兩國目前仍聲稱對該島擁有主權。
國家之間在海洋邊界方面存在更多活動，對內水、領海、特別是專屬經濟區（EEZ）的重疊主張可能會導致摩擦。目前官方海上邊界之間有一個無人認領的三角形國際水域，是國際爭端的中心。
無人認領的土地可根據大陸棚延伸超出其當前海洋邊界並進入國際水域的地質證據向《聯合國海洋法公約》提交主張。 
一些重疊的主張仍有待國際機構解決，例如丹麥和俄羅斯都聲稱擁有北極點的大部分，加拿大也對其中的某些部分提出爭議。另外一例是西北水道，全球公認為國際水域，但技術上屬於加拿大水域。這導致加拿大出於環境原因希望限制可通過的船隻數量，但美國質疑其是否有權這樣做，而支持船隻無限制通行。

### 對原住民的影響
隨著氣候變化加速，對世界各地的社會產生越來越多的直接影響。對於生活在北極的人們而言尤其如此，那裡的氣溫上升速度比世界其他緯度地區更快，而且與北極自然環境密切相關的傳統生活方式更加面臨這些變化引起的環境風險。
大氣變暖和隨之而來的生態變化給因紐特人等當地社區帶來挑戰。狩獵是一些小社區的主要生存方式，將會隨氣溫的升高而改變。海冰減少將導致某些物種數量減少，甚至滅絕。 因紐特人社區密切仰賴於海豹狩獵，而海豹狩獵又須於海冰上進行。
河流和雪況設想不到的變化將導致包括馴鹿在內的動物群改變遷徙模式、產犢地和草料供應。在好的年份，一些社區可充分享受某些動物的商業捕獲。不同動物的捕獲每年都會波動，隨著氣溫的上升，會繼續發生變化，並給因紐特獵人帶來問題，因為不可預測性和生態循環的破壞導致這些社區的生活進一步複雜化，這些社區已面臨重大問題，例如因紐特人社區是北美洲最貧窮和失業者最多的社區。
北極其他形式的交通也受到當前變暖的負面影響，陸地上的一些交通路線和管道因冰融化而受干擾。許多北極社區依靠凍結的道路來運輸物資和從事旅行。不斷變化的地貌和不可預測的天氣給北極帶來新的挑戰。研究人員在互動式資料庫《泛因紐特人足跡地圖集》中記錄因紐特人創造的歷史和當前足跡，發現海冰形成和破裂的變化導致他們創造的足跡路線發生變化。 

### 海路航運
跨極海路是未來一條從大西洋穿過北冰洋中心而抵達太平洋的北極航道。該路線有時也稱為跨北極路線。與北方海路（包括北方海航道）及西北水路相比，這條海璐位於國際公海，很大程度上可避開北極國家的領海。
各國政府和私營企業對北極表現出日益增大的興趣。主要的新航道已開放：北方海航道於2011年有34次航次穿越，而西北水道有22次航次穿越，超過歷史上任何時期。航運公司可能會受益於這些航線距離縮短的好處。獲取自然資源的機會將會增加，包括礦產和海上石油及天然氣。由於冰層不斷移動，尋找和控制這些資源將變得困難。由於海冰減少將改善北極的安全性和航行難度，旅遊業也會因此增加。
北極冰蓋融化可增加北方海航道的交通和商業活力。例如一項研究預測，“亞洲和歐洲之間的貿易流量將發生顯著變化，歐洲內部的貿易會發生轉移，北極地區的航運交通繁忙，蘇伊士運河的運輸量將大幅下降。預計的貿易變化表示會對已受威脅的北極生態系統帶來更大壓力。”

## 調適

### 研究

#### 國家層面
北極地區的各個國家 - 加拿大、丹麥（格陵蘭）、芬蘭、冰島、挪威、俄羅斯、瑞典和美國（阿拉斯加洲）通過各種公共和私人組織與機構進行獨立研究，例如俄羅斯北極與南極研究所。沒有北極主權主張但鄰近的國家也開展北極研究，例如中國國家海洋局極地考察辦公室（CAA）。美國NOAA每年都會製作一份由同行評審的北極報告卡，其中包含有關北極環境條件相對於歷史記錄的最新觀測結果的信息。 

#### 國際
國家間的合作研究變得越來越重要：
- 政府間氣候變化專門委員會（IPCC）在其系列評估報告（迄今已發表過六次）和北極氣候衝擊評估中對北極氣候變化作總結
- 歐洲太空總署 (ESA) 於2010年4月8日發射低軌道人造衛星CryoSat-2（英语：CryoSat-2），以提供有關北極冰蓋變化率的數據。[231]
- 國際北冰洋浮標計劃（英语：International Arctic Buoy Program）：部署和維護浮標，以提供即時位置、壓力、溫度和冰速插值數據
- 國際北極研究中心：主要參與者是美國和日本。
- 國際北極科學委員會：具有多元化成員的非政府組織（NGO），包括來自三大洲的23個國家。
- “北極地區的作用”與國際極地年相結合，是2007年10月在瑞典尼奈斯港舉行的第二屆ESF-VR-FORMAS Conferences on Global Change Research會議的焦點。 [232]
- SEARCH（北極環境變化研究（英语：Study of Environmental Arctic Change））：最初是幾個美國機構推動的研究框架，經國際性的擴展而成為ISAC（北極變化國際研究（International Study of Arctic Change）[233]）。

### 引用書籍
- IPCC. Masson-Delmotte, V.; Zhai, P.; Pirani, A.; Connors, S. L.;  et al , 编.  (PDF). Contribution of Working Group I to the Sixth Assessment Report of the Intergovernmental Panel on Climate Change. Cambridge University Press (In Press). 2021  [2023-10-09]. （原始内容存档 (PDF)于2021-08-09）.
  - Fox-Kemper, Baylor; Hewitt, Helene T.; Xiao, Cunde; Aðalgeirsdóttir, Guðfinna;  et al.  (PDF). . 2021  [2023-10-09]. （原始内容存档 (PDF)于2021-08-09）.

## 外部連結
- Arctic Change website, in near-realtime （页面存档备份，存于）
- Arctic Sea Ice News & Analysis （页面存档备份，存于）
- Smith, Duane. . UN Chronicle. 2007  [2023-10-09]. （原始内容存档于2023-06-21）.
- The Arctic ice sheet （页面存档备份，存于）, satellite map with daily updates.
- NOAA: Arctic Theme Page （页面存档备份，存于） – A comprehensive resource focused on the Arctic
- (报告). Arctic Report Card: Update for 2016. NOAA.   [2023-10-09]. （原始内容存档于2023-10-10）.
- (报告). Arctic Report Card: Update for 2021. NOAA.   [2023-10-09]. （原始内容存档于2023-10-21）.
- Killing the Arctic （页面存档备份，存于） Origins: Current Events in Historical Perspective (October 2020), by John McCannon

Template:Arctic topics